# إستيراز الأسيتيل كولين
إستيراز الأسيتيل كولين (اختصارًا ACHE) هو إستيراز الكولين الأساسي في الجسم. هو إنزيمٌ يُحفز تفكك الأسيتيل كولين وبعض إستيرازات الكولين الأخرى والتي تعمل نواقل عصبية:
الأسيتيل كولين + H2O = كولين + أسيتيت
توجد بشكلٍ رئيسي في الموصلات العصبية العضليَّة وفي المشابك الكيميائيَّة من النوع الكوليني، حيث يعمل نشاطه على إنهاء الانتقال المشبكي. ينتمي هذا الإنزيم إلى عائلة إستيراز الكربوكسيل [الإنجليزية]. يُعد الهدف الأساسي للتثبيط بواسطة مركبات الفوسفور العضوي مثل عوامل الأعصاب ومبيدات الآفات.

## الموقع
أنزيم يوجد في التشابكات العصبية يشطر الأستل كولين إلى اسيتات وكولين
- يوجد في معظم الكائنات الحية ابتداء من الأوالي وانتهاء بالجنس البشري .كما يتواجد عند الإنسان بشكل أساسي في الدم والأنسجة والجهاز العصبي المركزي والذاتي.
- يقوم بحلمأة الناقل العصبي الأسيتيل كولين إلى الكولين وحمض الخل وهو تفاعل ضروري للسماح للعصبون بعد مشبكي للعودة إلى حالة الراحة بعد التنبيه.[2][3]

## الأنواع
الكولين إستراز الحقيقي: True cholinesterase ويسمى أيضا بـRBC Cholinesterase , Acetylcholinesterase(ACHE)).يوجد بشكل أساسي في الكريات الحمراء والمشابك العصبية. يتشكل في نفس الوقت الذي تتشكل فيه الكريات الحمراء، يتأثر بنسبة الكريات الحمراء حيث أن نقص تعداد الكريات الحمراء يؤدي إلى نقص مستوياته، يحلمه الأستيل كولين فقط بسرعة أقل من 0.001 من الثانية، ويمكن إيقاف فعله بمضادات الكولين استراز.
الكولين إستراز الكاذب:pseudo cholinesterase يسمى أيضا بـ cholinesterase(ChE), Plasma cholinesterase(PChE) , Butyrylcholinesterase ويوجد في بلازما الدم ويتم إنتاجه في الكبد حيث أن الامراض الكبدية يمكن أن تؤثر على مستوياته، يحلمه البوتيريل كولين، ويمكن إيقاف فعله بمثبطات الكولين استراز أكثر حساسية لمثبطات الأستيل كولين وللتعرض للمبيدات الحشرية.

## وصلات اضافية
- ATSDR Case Studies in Environmental Medicine: Cholinesterase Inhibitors, Including Insecticides and Chemical Warfare Nerve Agents U.S. وزارة الصحة والخدمات البشرية الأمريكية
- بروتيوبيديا Acetylcholinesterase
- بروتيوبيديا AChE_inhibitors_and_substrates
- بروتيوبيديا AChE_inhibitors_and_substrates_(Part_II)
- بروتيوبيديا AChE bivalent inhibitors AChE_bivalent_inhibitors AChE bivalent inhibitors